# Арселон
Арселон (прежнее название «Оксалон») — термостойкое волокно из класса полиоксадиазольных волокон. Разработано в начале 1970-х годов в НПО «Химволокно», г. Мытищи, Московской области.
В промышленных масштабах производится с 1975 года на ОАО «Химволокно», г. Светлогорск на основе полифенилен-1,3,4-оксадиазола. 
Базовый ассортимент: филаментная нить, штапельное волокно. На основе филаментной нити производят плотные ткани для технических целей. Штапельное волокно далее перерабатывается в пряжу, после чего пряжа используется для изготовления огнестойких тканей.
Арселон обладает многими ценными свойствами: высокий кислородный индекс (не ниже 28 %), прочность нитей при одновременном высоком разрывном удлинении (10—18 %) и высокой термической устойчивости, низкий коэффициент трения, низкая усадка при высоких температурах, отсутствие плавления, высокая термическая устойчивость (250° С).
Основные области применения: термостойкие рукавные фильтры, фрикционные изделия, защитная одежда для пожарных и спасателей.